# Tassoultante
Tassoultante (en àrab تسلطانت, Tasulṭānt; en amazic ⵜⴰⵙⵍⵟⴰⵏⵜ) és una comuna rural de la prefectura de Marràqueix, a la regió de Marràqueix-Safi, al Marroc. Segons el cens de 2014 tenia una població total de 71.172 persones.